# Dieter Bihlmaier
Dieter Bihlmaier (* 1941; † 1981) war ein deutscher Jazzflötist. 
Bihlmaier spielte zunächst Posaune in Dixieland-Bands, bevor er zur Flöte und in den Modern Jazz und die Neue Musik wechselte. Daher studierte er klassische Querflöte in Stuttgart, Zürich und Berlin, zuletzt bei Aurèle Nicolet. Neben der Querflöte in Sopranlage spielte er auch Piccolo, Altflöte, Bassflöte und Bambusflöten. Als erster Flötist wirkte er an der Oper Aachen und im Philharmonischen Orchester der Stadt Heidelberg. 1970 erhielt Bihlmaier an der Staatlichen Hochschule für Musik Heidelberg-Mannheim einen Lehrauftrag. Wenig später unterrichtete er auch am Erlanger Musikinstitut Querflöte und leitete dort das von ihm begründete Jazz-Forum als Abteilung für zeitgenössischen Jazz. 
Nachdem er bereits mit Peter Kowald und Karl Berger Erfahrung gesammelt hatte, gründete er 1972 seine Dieter Bihlmaier Selection, zu der zunächst Harry Rettenbacher, Jan Jankeje und Gerhart Ziegler gehörten und mit der er in den nächsten Jahren zahlreiche Konzerte spielte. Ab 1978 spielten Bihlmaier und Ziegler im Quartett mit Michel Pilz (oder Heinz Sauer) und Buschi Niebergall. 1979 war er auch an Aufnahmen der Jazzrock-Gruppe Orexis (Reflection) beteiligt. 1980 und 1981 trat er im Duo mit Bassist Wolfgang Lauer auf.

## Diskographische Hinweise
- The SWF-Session 1973 (mit Jan Jankeje, Gerhart Ziegler; 1973)
- Maskerade (mit Gerhard Dietz, Jan Jankeje, Gerhart Ziegler; 1974)
- Manipulsation (mit Wolfgang Lackerschmid, Wolfgang Lauer, Gerhart Ziegler; 1976)